# 캐피털 시티스
캐피털 시티스(Capital Cities)는 미국의 음악 그룹이다.